# Nectonema agile
Nectonema agile is een soort in de taxonomische indeling van de paardenhaarwormen. 
De diersoort komt uit het geslacht Nectonema en behoort tot de familie Nectonematidae. Nectonema agile werd in 1879 beschreven door Verrill.